# Nacuko Higuči
Nacuko Higuči (japonsky 樋口 夏子, Higuči Nacuko; 2. května 1872 Tokio – 23. listopadu 1896 Tokio), tvořící pod pseudonymem Ičijó Higuči (樋口 一葉, Higuči Ičijó), byla japonská spisovatelka, píšící klasickou literární japonštinou (bungo). Proslavila se jako autorka povídek, později byla objevena i jako diaristka. Kromě toho napsala množství básní, které však jsou považovány za méně kvalitní, než její prozaické dílo. Byla první japonskou profesionální spisovatelkou a její portrét zdobí japonskou bankovku o hodnotě 5000 jenů. Zemřela v mladém věku na tuberkulózu.